# Ročko Polje
 Ročko Polje  (olaszul: Poglie di Rozzo)  falu Horvátországban, Isztria megyében. Közigazgatásilag Buzethez tartozik.

## Fekvése
Az Isztriai-félsziget északi részének közepén, Pazintól 22 km-re északkeletre, községközpontjától 9 km-re keletre, a 44-es számú főút mellett a Ćićarija-hegység alatti mezőn fekszik. Több kisebb telep, Bortulasi, Glavići, Grabri, Pavletići, Premci, Žulići és mások tartoznak hozzá.

## Története
Területén már az őskorban és az ókorban is erődített település állt. A római kor emlékei a templom falába befalazott feliratos és domborműves kőtöredékek. A falu középkorban a szomszédos Roč várának uradalmához tartozott. 1857-ben 292, 1910-ben 478 lakosa volt. Lakói hagyományosan mezőgazdasággal és állattartással foglalkoztak. 2011-ben 176 lakosa volt.

## Lakosság
| Lakosság változása | Lakosság változása | Lakosság változása | Lakosság változása | Lakosság változása | Lakosság változása | Lakosság változása | Lakosság változása | Lakosság változása | Lakosság változása | Lakosság változása | Lakosság változása | Lakosság változása | Lakosság változása | Lakosság változása | Lakosság változása |
| ------------------ | ------------------ | ------------------ | ------------------ | ------------------ | ------------------ | ------------------ | ------------------ | ------------------ | ------------------ | ------------------ | ------------------ | ------------------ | ------------------ | ------------------ | ------------------ |
| 1857               | 1869               | 1880               | 1890               | 1900               | 1910               | 1921               | 1931               | 1948               | 1953               | 1961               | 1971               | 1981               | 1991               | 2001               | 2011               |
| 292                | 316                | 381                | 412                | 454                | 478                | 0                  | 0                  | 307                | 305                | 277                | 235                | 202                | 200                | 186                | 176                |

## Nevezetességei
Szent Rókus tiszteletére szentelt egyhajós temploma 1860-ban a középkori templom helyén épült. Homlokzata előtt nyitott előtér áll oszlopokon nyugvó tetőzettel. A templom falába a szentély sarkánál ókori és középkori domborműves és feliratos sírkőtöredékek vannak befalazva. Innen származik a roči lapidáriumban őrzött ókori kőemlék, Petronia Voltimesia sírkőlapja is. Homlokzatán a buzetihez hasonló népi késztésű középkori Krisztus dombormű látható.